# Primärenergi

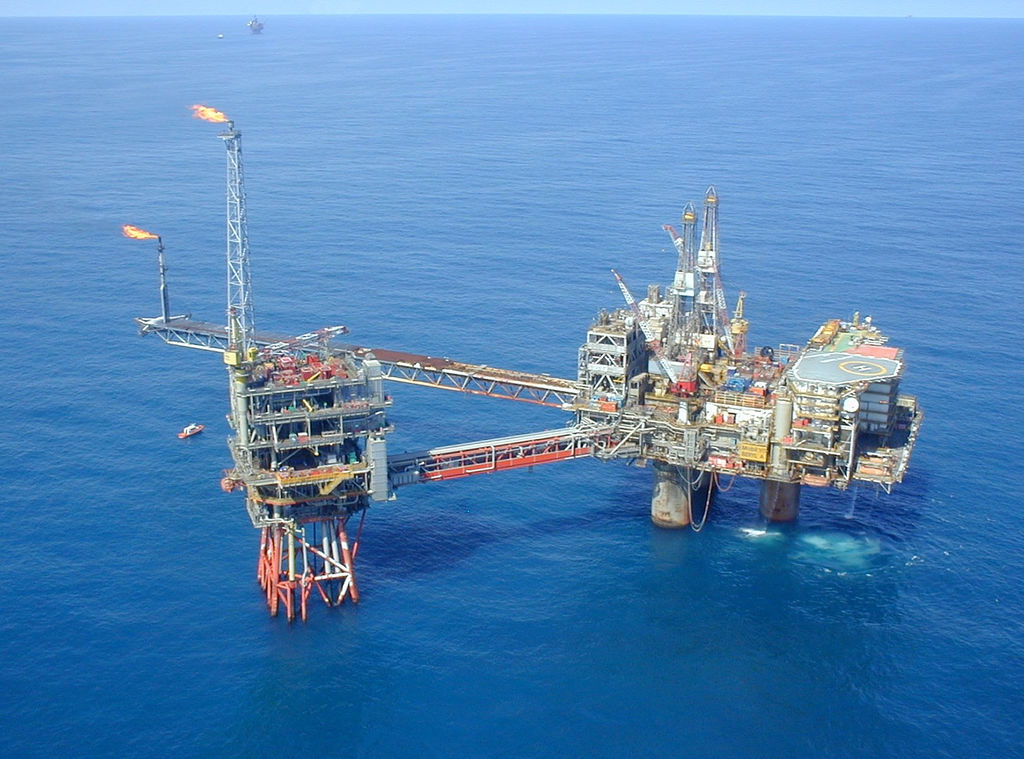
Oljeplattform i Nordsjön. Olja var en primär energikälla under 1900-talet.

Primärenergi är en teknisk term för energi som inte, av människan, har omvandlats till annan form av energi. Primärenergi kommer från primära energikällor som är en benämning på energikällor i den form som de tillförs ett energisystem. Det kan till exempel röra sig om råa bränslen som råolja och stenkol, men även sol och vind är exempel på primärenergikällor. Primära energikällor kan omvandlas till mer användbara former, till exempel elektricitet eller finare bränslen. Dessa brukar då kallas sekundära energikällor.
För att få en förståelse över vilken miljöpåverkan olika energislag har är det av stor vikt att titta på hur mycket primärenergi som använts för att producera den sekundära energi – alltså hur mycket energi som gått åt vid utvinning, transporter, omvandling med mera. Primärenergi ger en helhetsbild av den totala energianvändningen. Att analysera primärenergianvändningen ger en helhetsbild av hur effektivt en verksamhet hushåller med jordens resurser för att tillgodose behovet av energi. Tillsammans med att lägga fast den verkliga klimatpåverkan av verksamheten får man två viktiga mått.